# Ischnura stueberi
Ischnura stueberi är en trollsländeart som beskrevs av Maurits Anne Lieftinck 1932. Ischnura stueberi ingår i släktet Ischnura och familjen dammflicksländor. Inga underarter finns listade i Catalogue of Life.